# سلطنة بيقو
ملامح من تاريخ قبيلة بيقو بدارفور- السودان
قبيلة البيقو السودانية هي إحدى المكونات السكانية الأربعة الرئيسية  بولاية شرق دارفور السودانية ويقطنون حالياً (عام 2013م) في محلية ياسين حاضرتهم إلى جانب الرزيقات وحاضرتهم الضعين والمعالياوحاضرتهم عديلة والبرقد وحاضرتهم شعيرية. أعطيت قبيلة البيقو الرقم 119 في قائمة القبائل لدى إدارة الهوية السودانية الموضوعة في شبكات الحاسوب مالم يتم تغييرها من قبل الجهات المعنية. ويكتب اسم قبيلة بيقو باللغة الإنجليزية كالآتى: Beigo, Baigo, Beiko, Bego ويقال لاحدهم بيقاوى أو بيقاوية وبعض كتاب التاريخ العرب يرجعون الحرف الإنجليزي (G) إلى حرف الجيم خطأً والصحيح هو الحرف العربي قاف كما ينطق في أسماء قبائل برقد وبرقو
ولاية شرق دارفور تضم تسع محليات هي: محلية الضعين - محلية بحر العرب - محلية الفردوس - محلية ابوكارنكا - محلية شعيرية - محلية عديلة - محلية ابوجابرة - محلية ياسين - محلية عسلاية.
إدارة قبيلة البيقو (بيقو) هي إحدي أعرق الإدارات الاهلية في دارفور  حيث أجمع المؤرخون عن دارفور علي كثرتهم أنه بجانب ممالك وسلطنات الداجو (1200م – 1450م) والتنجر (1450م – 1650م) والفور (1650م – 1916م) عاشت في دارفور قبائل أخري  كثيرة لديها إدارات تسمي سلطنات ونظارات وشراتى... إلخ، ولكنها لم تستطع أن تؤسس ملكاً واسعاً مثل هذه الشعوب الثلاث ومنها مثلاً الزغاوة والبرتى في شمال دارفور والمساليت والقمر في غرب دارفور والبيقو والفلاتة والبرقد والفرتيت في جنوب دارفور وكان هذا قبل الهجرة العربية الجماعية التي عبرت لأفريقيا جنوب الصحراء بما في ذلك دارفور في العصور الوسطى. (أنظر خريطة قبائل دارفور الواردة في الصفحة رقم (147) بكتاب: سلطنة بيقو الأذهان بسيرة بلاد العرب والسودان لمحمد ابن عمر التونسي الذي زار دارفور في العام 1803م).
توارث البيقو من أسلافهم ما يفيد بقدوم أجدادهم من جهة الشرق (أي شرق السودان) وهو ما يشير إلي الهجرات العربية الأولي ما بين القرنين السابع والتاسع الميلادي من جهة اليمن عبر باب المندب إلي شرق أفريقيا والسودان. قامت سلطنة البيقو المسلمة منذ القرن الثاني عشر حوالى العام 1200م جنباً إلى جنب مع سلطنة الداجو التي وسعت نفوذها وحكمت دارفور وأصبحت مشهورة ومذكورة في التاريخ المكتوب والشفاهى ولكنها لم تتمكن من طمس هوية البيقو وظلوا سلطنة قائمة بذاتها إلي يومنا هذا ومعروفة على الأقل في التاريخ الشفاهى المحفوظ في صدور الأحفاد عن الأجداد. جد البيقو الأكبر هو نافع أبو بني (راقد شُرُم) وقبره بمنطقة شُرُم الحالية التي تقع بين الضعين ونيالا ومعلوم عن أفراد قبيلة البيقو بأنهم يندهون جدهم (يستنجدون به) نافع أبو بنى عند العثرات والشدائد فيقولون «يا جدّى نافع أبو بِنَى راقد شُرُم». وتنقسم قبيلة البيقو إلى بطنين كبيرين هما «الصبحانين والغربانين» (أنظر مادة ب: بيقو في كتاب اللهجة العامية في السودان للدكتور عون الشريف قاسم). ويضم كل بطن منهما عدداً كبيراً من خشوم البيوت مثل تركة حجر التي ينحدر منها سلاطين البيقو وغيرها من خشوم البيوت كالآتى:
م	بيان:	اسم شخص من خشم البيت:		 م	 بيان:	 اسم شخص من خشم البيت:
	بيقو صبحانين (ص): بيقو غربانين (غ):	
1ص	تركة حَجَر:	سلطان/ يوسف على ابكر		1غ	تركة لُدُكى:	ادم اب سنه
2ص	«مَرْشُود:	الضى محمد جفيل		 2غ» تَرْتَشْكى:	على أحمد يقوب (غفال)
3ص	«جماع:	محمود حسن		 3غ» مَاسَكى:	عمدة/ أبوالقاسم
4ص	«كَرُوبات:	محمد ادم		 4غ» ربْكنْجى:	إدريس أحمد
5ص	«كَرُوبَيْقى:	المهندس/ إبراهيم عيسى البيقاوى	5غ» ربْكى:	عصام عيسى أحمد
6ص	«كُدٌوبَيْقى:	محمد حلاتو		 6غ» دَلْمَكى:	نورين ادم
7ص	" فَامَاكى:	حاج احمد تسو		 		
8ص	" أَمَاكى: 	إبراهيم كدرات		 		
9ص	" أَمُدْكى:	على أحمد دلدومين، أفارو				
10ص	" شرْمتْكى:	عمدة/ عبد الله سعيد جملا				
كانت عاصمتة البيقو الأولي هي دباكر السلطنة التي تقع في محلية ياسين الحالية ومن سلاطينهم السلطان عبد الحميد والد الميرم بخيتة (أم بوسة) التي تزوج بها السلطان الفوراوى عبد الرحمن الرشيد (ابن السلطان تيراب) وأنجب منها السلطان محمد الفضل الملقب بقَمَر السلاطين. وتولى السيد/ فزارى شقيق الميرم بخيتة أم بوسة رئاسة وزارة خوال السلطان وله دار في بيت السلطان تسمى دار الخال فزارى (خال السلطان)، أنظر خريطة بيت سلطان الفور بالصفحة رقم 208 في كتاب تشحيذ الأذهان لمحمد ابن عمر التونسي. وقد أنجب السلطان محمد الفضل من بين أبنائه الأمير زكريا والد السلطان على دينار والأمير بكر (ويعرف باسم نورين في التأريخ الشافهى) وهو والد الأمير عبد الله دود بنجه وشقيقته الميرم زينب التي تزوّج منها الإمام محمد أحمد المهدى (ويناديها أنصارالإمام المهدى باسم «يُمّه مقبولة») وأنجب منها إبنه الإمام عبد الرحمن المهدى والد السيد/ الصديق والد السيد/ الصادق رئيس الورزاء الأسبق. السلطان على دينار تزوج بالميرم أم الفقراء ابنة السلطان أبكر عمر البيقاوى الذي كان مستشاراً له وحضر معه معركة كررى بأم درمان وأحفادهما موجودون حتى اليوم، وبهذا يكون البيقو خوال لسلاطين الفور وأجداد لذرية الإمام المهدى من ناحية جدتهم «يُمّه مقبولة» بت بكر (نورين) ابن محمد الفضل ابن أم بوسة البيقاوية.
خلف السلطان عبد الحميد السلطان النور الأول الذي نقل مقر السلطنة إلى منطقة الزرافة ثم خلفه علي الحكم السلطان دوس وأبقي مقره في ذات العاصمة. جاء بعد ذلك السلطان النور الثاني وأعاد السلطنة إلي منطقة دباكر ثم خلفه السلطان أبكر عمر البيقاوي الذي نقل مقر السلطنة إلي منطقة نيرة التي تقع شرق نيالا غير بعيد من جبل أم كردوس (جبل الداجو المعروف). وقد عاصر السلطان أبكر عمر البيقاوى عهد السلطان الفوراوى إبراهيم قرض وقاوم حملة الزبير باشا رحمة على عهد التركية السابقة والتي اجتاحت منطقة نيE حاضرة البيقو في موقعة قُتل فيها أكثر من 1000 فارس بيقاوي في يوم واحد. رجع السلطان أبكر عمر البيقاوى إلي دارفور في ركب السلطان علي دينار وعمل مستشاراً له في ديوان الحكم بالفاشر الي جانب رئاسته لأهله في دار بيقو. وللسلطان ابكر عمر البيقاوي خطابات كان قد أرسلها إلى الخليفة عبد الله التعايشى بخصوص مقتل أبى الخيرات سلطان الفور وهي محفوظة حتي يومنا هذا بدار الوثائق المركزية السودانية في الخرطوم. جاء بعده ابنه السلطان حسن الذي لم يدم في الحكم طويلا بسبب الوفاة.
ومن مشاهير أبناء البيقو في الدولة المهدية قائد جيش الكاره الأمير إبراهيم الخليّل (إبراهيم أحمد إبّا نافع) وهو ابن عم السلطان أبكر عمر إبّا نافع المشهور باسم أبكر عمر البيقاوى. وقد أفرد المؤرخ السودانى عصمت حسن زلفو في كتابه المسمى كررى صفحة كاملة للأمير إبراهيم الخليل مشيداً بفكرته الإستراتيجية التي قدمها في مجلس الخليفة عبد الله التعايشى ناصحاً بالهجوم على الجيش الانجليزى خلال الليل، إلّا أن مجلس الخليفة قد استقر رأيه على الهجوم النهارى بنتائجه المعلومة، ومضى هو بقواته من جيش الكاره وخاض الحرب بكل جرأة وشجاعة وثبات إلى أن أُصيب وسُحب من أرض المعركة إلى أم درمان وتُوفى بعد وقت قصير ودُفن فيها وقبره معلوم وأحفاده موجودون إلى يومنا هذا. وكان تعليق الأمير إبراهيم الخليّل للخليفة عبد الله عندما رُفضت نصيحته هو قولته المشهورة «المهدية مهديتكو... لكن نصر مافى».
خلف بعد ذلك السلطان محمد أبكر عمر ولقبه كبكبيه وكان مقرّه في نيره وقد عاصر عهد الاستعمار التركي للسودان وكانت له علاقات متّزنة مع سلاطين باشا حاكم دارفور (أنظر كتاب السيف والنار لسلاطين باشا) ولا يزال حوش السلطان محمد كبكبيه باقياً حتى الآن وأحفاده موجودون في مدينة نيالا. كما عاصر السلطان محمد كبكبيه عهد الاستعمار الإنجليزى المصري للسودان الذي قام بعزله وتعيين أخيه السلطان علي أبكر عمر ولقبه شمّو. ورث السلطان محمد كبكبى والسلطان على شموّ من أبيهما السلطان أبكر عمر البيقاوى وثيقة رسمية تحمل أسماء لعدد 80 حاكورة خاصة بسلطنة دار بيقو منذ عهد السلطان على دينار  ومن قبله من سلاطين دارفور، والوثيقة مختومة بخاتمه المشهور بخف البعير (أنظر صورة من وثيقة حواكير البيقو بدارفور، المودعة بدار الوثائق السودانية في الخرطوم). وكان نحاس الفور يُضرب يوم الجمعة ونحاس البيقو يُضرب يوم الاثنين وضرب النحاس يعادل عزف السلام الجمهورى في هذا الزمان ويدل على السلطة. نقل السلطان على شمّو مقر السلطنة إلي كليكلي موجو الحالية وأنشأ فيها محكمة لاتزال مبانيها وآثارها قائمة حتي يومنا هذا وقد استمر في حكم دار بيقو وله 9 عموديات حتي العام 1970م حيث قامت حكومة مايو بإلغاء الإدارة الأهلية.
وعندما أعادت ثورة الإنقاذ الوطني العمل بنظام الإدارة الأهلية في العام 1994م سُلّمت إدارة سلطنة البيقو الي السلطان الحالى الأستاذ/ يوسف على أبكر عمر البيقاوي والذي باشر إدارة السلطنة من مدينة نيالا. ومن بين العموديات الإحدى عشر القديمة أعاد السلطان يوسف على أبكر 5 عموديات فقط ولم يتمكن بسبب بعض العقبات الإدارية من إعادة بقية العموديات. كذلك عيّن السلطان يوسف على أبكر وكلاء له في دار بيقو وفي الخرطوم، حيث عيّن الأستاذ أحمد أبوالقاسم وكيلاً له في دار بيقو وهو مستمر في التكليف حتي اليوم، أمّا في الخرطوم فقد عيّن المهندس/ إبراهيم عيسي إبراهيم (البيقاوى) وكيلاً للسلطان في العام 1995م ثم عيّنه ناطقاً رسمياً باسم القبيلة في العام 2011م.
في العام 2005م عيّن الأستاذ/ عصام عيسى أحمد وكيلاً للسلطان في ولاية الخرطوم والولايات المجاورة وهو مستمر في هذا التكليف حتي اليوم. لقد ساهم أبناء البيقو المنتشرون في ربوع السودان مثل كل القبائل السودانية في مختلف المناسبات الوطنية والكفاح ضد المستعمر منذ عهود سلطنة الداجو والتنجر والفور والتركية السابقة والمهدية والحكم الثنائى والحكومات الوطنية المختلفة حتى حكومة الإنقاذ الوطنى الحالية وجهدها المستمر لتحقيق استقرار وتنمية الدولة وقد احتسب البيقو أرتالاً من الشهداء في مسارح الجهاد الوطنية المتعددة. لقد تميّز البيقو على الدوام بأنّهم قوم مسلمون ومسالمون لا يفتعلون المشاكل ولايبتدرون الحروب ولكنّهم في موقف الدفاع عن النفس والدين والارض والعرض لا تلين لهم قناة. وكذلك تميزوا بنَبزٍ القبلية وعُرفوا بحٌب التصاهر والانصهار في القبائل الأخرى إلا ما تقتضيه الآيه القرآنية الكريمة من قول المولى عزّ وجل «يا أيها الناس إنّا خلقناكم من ذكر وانثى وجعلناكم شعوباً وقبائل لتعارفوا إن اكرمكم عند الله أتقاكم» أو ما ورد في حديث الرسول (ص): أخبرنا أبو العباس السياري، أنبأ أبو الموجه، أنبأ عبدان، أنبأ عبد الله بن عبد الملك بن عيسى الثقفي، عن يزيد، مولى المنبعث، عن أبي هريرة، رضي الله عنه عن [ ص: 224 ] النبي صلى الله عليه وآله وسلم قال: «تعلموا من أنسابكم ما تصلون به أرحامكم فإن صلة الرحم محبة في الأهل مثراة في المال منسأة في الأثر». أو ما تقتضيه اجراءات استخراج الوثائق والأوراق الثبوتية من رقم وطنى أو جنسية أو جواز سفر.
ملحوظة: في الحلقة الثانية يتم التطرق بحول الله لجوانب أخرى من حاضر وماضي قبيلة بيقو مثل الحياة الاجتماعية والثقافية وغيرها.